# Nicomedes IV Filopàtor
Nicomedes IV Filopàtor (en llatí Nicomedes en grec antic Νικομήδης "Nikomédes") fou rei de Bitínia del 91 aC al 74 aC.
Fill de Nicomedes III Evergetes, i de Nissa, va succeir al seu pare l'any 91 aC. Mitridates VI Eupator, rei del Pont, que volia engrandir els seus territoris,al·legava que era un fill bastard tingut amb una dansaire i va instigar la rebel·lió del seu germà Sòcrates el Bo (Χρηστος) que va assolir el títol reial i va aconseguir el poder amb ajuda d'un exèrcit facilitat per Mitridates el 90 aC.
Nicomedes, que no va poder fer front a un enemic tant considerable, va fugir i a buscar la protecció del senat romà, que sembla que ja l'havia reconegut com a rei legítim. El senat va emetre un decret al cap d'uns mesos (89 aC) perquè fos restablert al tron, i ho va encarregar a Luci Cassi i Mani Aquil·li el Jove.
Mitridates no es va aventurar a oposar-se als romans i Nicomedes va pujar al tron, segons diuen Appià i Memnó d'Heraclea. Els delegats romans, no satisfets amb això, van induir llavors a Nicomedes a atacar el territori del Regne del Pont. El rei, poc disposat a contradir un aliat tan poderós, es va veure obligat a escoltar les seves peticions, que responien a la rapacitat dels romans, i en diverses incursions va saquejar els territoris veïns. Finalment Mitridates va enviar ambaixadors a Roma per protestar i com que no van tenir cap resultat va iniciar la reacció militar l'any 88 aC, va preparar un gran exèrcit i va envair el Regne de Bitínia. Les forces de Nicomedes, que consistien en 50000 infants i 6000 cavallers van ser aniquilades pels generals Arquelau i Neoptòlem a la riba del riu Amneius a Paflagònia, en un episodi conegut com la batalla del riu Amneius. Nicomedes va intentar reunir-se amb els generals romans però aquestos no havien previst la força enemiga i no tenien cap exèrcit de suport. Aviat van córrer la mateixa sort que Nicomedes i van ser derrotats a la batalla de Protophachium. Luci Cassi va intentar aixecar un exèrcit a Frígia, però no ho va aconseguir i Nicomedes es va refugiar a Pèrgam des d'on va marxar a Itàlia. Sòcrates va tornar al tron de Bitínia.
Des de Roma, Nicomedes va ser un espectador de les lluites entre els romans i Mitridates, però l'any 84 aC Luci Corneli Sul·la va enllestir la Primera guerra mitridàtica, i una de les condicions per signar la pau amb Mitridates era la sortida de totes les tropes de Bitínia i el restabliment de Nicomedes al tron, segons Plutarc i Titus Livi.
Nicomedes va regnar gairebé deu anys després d'aquesta segona restauració, però dels esdeveniments d'aquest període es coneix molt poca cosa. Se'l menciona l'any 81 aC quan Juli Cèsar, llavors molt jove, va ser enviat com a ambaixador pel pretor Marc Minuci Therme per demanar l'ajut de la flota bitínia. Cèsar va ser rebut amb molt d'honor i les relacions de Nicomedes i Cèsar van ser objecte de sospites d'una relació homosexual, segons diu Suetoni.
Va morir al començament de l'any 74 aC sense deixar fills. Pel seu testament va llegar el seu regne al poble de Roma. Mitridates va aixecar a un usurpador que pretenia ser fill legítim de Nicomedes i aspirava al tron, i es va preparar per defensar amb les armes aquesta pretensió.